# Торжинський Іван Олексійович
Торжи́нський Іва́н Олексі́йович (нар. 22 грудня 1915 — пом. 2 серпня 2000) — радянський воїн-танкіст, учасник Другої світової війни, Герой Радянського Союзу (1945), капітан.

## Біографія
Народився 22 грудня 1915 року в селі Арбузинка Костянтинівської волості Єлизаветградського повіту Херсонської губернії (тепер — районний центр Миколаївської області). Батько — Ананьївський міщанин Олексій Гордійович Торжинський; мати — Пелагея Корніловна Хильова (Хилевая). Українець.
Закінчив 7 класів школи та Копилівський зоотехнікум Київської області у 1934 році. Працював завідувачем складу.
У 1937 році призваний до РСЧА й направлений на Далекий Схід у 12-й навчальний залізничний полк. Після проходження курсів, залишений на посаді старшини. Після невдалої спроби вступити до Сталінградського танкового училища працював у військовому комісаріаті.
У листопаді 1941 році був зарахований до Сталінградського танкового училища, яке закінчив у 1942 році й отримав військове звання «лейтенант».
У грудні 1942 року направлений командиром танкового взводу 84-го окремого танкового полку. В його складі отримав бойове хрещення в лютому 1943 року на Західному фронті, південно-західніше міста Бєльов.
У травні 1943 року 84-й танковий полк був переданий до складу 17-го гвардійського стрілецького корпусу 13-ї армії Центрального фронту. Брав участь у Курській битві, діючи на південному фасі Курсько-Орловської дуги. В оборонних боях був поранений. За відзнаку нагороджений орденом Вітчизняної війни 2-го ступеня й отримав військове звання «старший лейтенант».
Після лікування у шпиталі призначений командиром танкової роти 84-го танкового полку 63-ї механізованої бригади 7-го механізованого корпусу 2-го Українського фронту.
Після перекидання на плацдарм на правому березі Дніпра, в листопаді 1943-січні 1944 року рота І. О. Торжинського брала участь у звільненні міста Знам'янка та в оточенні Кіровоградського угруповання ворога. За відзнаку в Кіровоградській операції нагороджений орденом Червоного Прапора.
У березні 1944 року брав участь в Умансько-Ботошанській наступальній операції, звільнивши міста Новоукраїнка Кіровоградської області, Первомайськ Миколаївської області, Ананьїв і Котовськ Одеської області та форсувавши Дністер північніше міста Дубосари. За відзнаку був нагороджений орденом Вітчизняної війни 1-го ступеня.
За відзнаку в ході проведення Яссько-Кишинівської операції радянських військ капітан І. О. Торжинський був нагороджений другим орденом Червоного Прапора.
Брав участь у бойових діях на території Румунії, Болгарії, Угорщини, Чехословаччини.
Особливо капітан Торжинський відзначився 6 жовтня 1944 року в боях за місто Зідред (Угорщина). Попри перевагу ворога, увірвався на своєму танку в розташування супротивника й, вміло маневруючи, прицільним вогнем знищив 3 та підбив 1 танк супротивника. Після того, як машина Торжинського була підбита, продовжував вести вогонь, поки танк не загорівся. Не зважаючи на отриману контузію, продовжив керувати боєм своєї роти.
У травні 1945 року І. О. Торжинський призначений заступником командира 105-го окремого важкого танкового полку, на озброєнні якого були танки ІС-2. Перемогу зустрів в чеському місті Нємєцкі-Брод.
Указом Президії Верховної Ради СРСР від 24 березня 1945 року І. О. Торжинському присвоєне звання Героя Радянського Союзу з врученням ордена Леніна і медалі «Золота Зірка» (№ 5957).
Відразу ж по закінченні війни 105-й окремий танковий полк було переформовано в 105-й окремий танковий батальйон 42-го гвардійського механізованого полку Білоруського ВО, а І. О. Торжинського призначено заступником командира батальйону. Військову службу проходив у місті Брест.
У листопаді 1950 року закінчив Ленінградську бронетанкову академію.
У 1951–1953 роках майор Торжинський проходив службу в Групі радянських окупаційних військ у Німеччині на посаді командира 65-го окремого навчального танкового батальйону. 20-ї гвардійської механізованої дивізії 6-ї гвардійської армії. У 1953 році отримав військове звання «підполковник».
У 1954–1960 роках проходив військову службу в Одеському ВО на посадах: начальника полкової школи з підготовки екіпажів танків і САУ 101-го танкового полку 180-ї (перетворена в 14-ту) стрілецької дивізії; заступник командира 11-го навчального танкового батальйону 35-ї гвардійської механізованої дивізії та 325-го мотострілецького батальйону 38-ї мотострілецької дивізії. У серпні 1960 року звільнився в запас з посади заступника командира 42-го мотострілецького полку 88-ї мотострілецької дивізії.
Мешкав у місті Одеса. Працював головним механіком управління «Шляхремонтбуд».
Помер 2 серпня 2000 року. Похований на Північному цвинтарі.

## Нагороди
- Медаль «Золота Зірка» Героя Радянського Союзу (24.03.1945);
- Орден Леніна (24.03.1945);
- Орден Червоного Прапора (04.02.1944; 07.09.1944);
- Два ордена Вітчизняної війни 1-го ступеня (04.1944; 06.04.1985);
- Орден Вітчизняної війни 2-го ступеня (21.07.1943);
- Орден Червоної Зірки (03.11.1953);
- Медалі.